# Turbocharged Direct Injection
Turbocharged Direct Injection, abbreviato con l'acronimo TDI, è la denominazione commerciale utilizzata dal gruppo Volkswagen per i suoi motori diesel turbocompressi ad iniezione diretta. Poiché tale sigla viene utilizzata a prescindere dalla specifica soluzione tecnica adottata per l'impianto di alimentazione, esistono tre tipologie di motori commercializzati con la denominazione TDI, spiegati di seguito.

## Propulsori a pompa rotativa

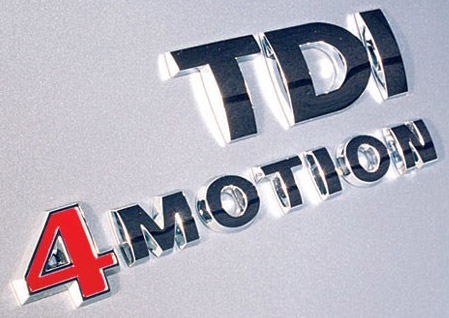
Logo TDI (qui presente insieme al marchio 4Motion, usato da Volkswagen per indicare le proprie auto dotate di trazione integrale)

La prima edizione del TDI, sviluppata alla fine degli anni ottanta, è stata una delle prime implementazioni di motore diesel a iniezione diretta di gasolio per uso automobilistico, ma non la prima in assoluto, essendo stata la prima auto equipaggiata con un motore turbodiesel a iniezione diretta la Fiat Croma Turbodiesel i.d.

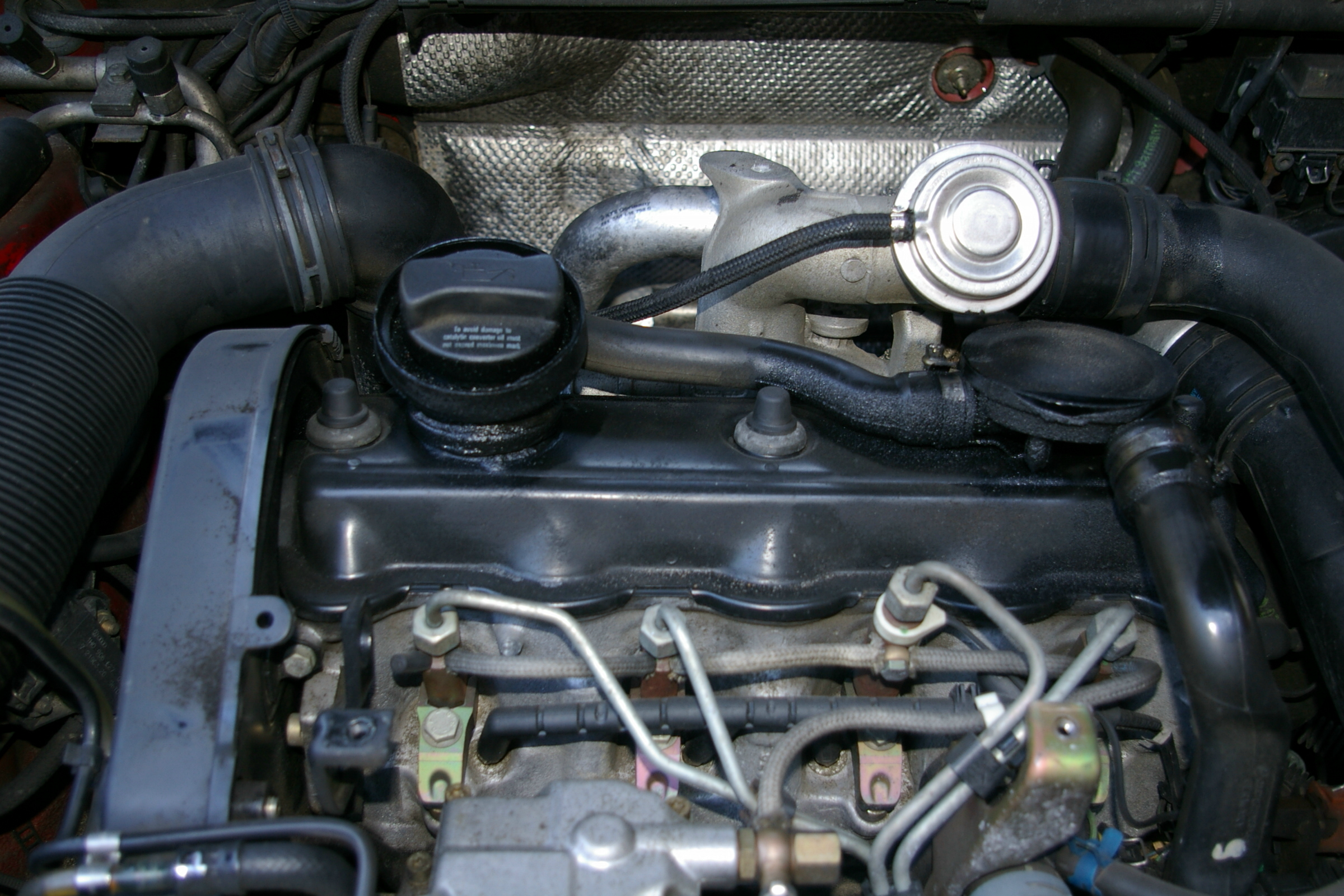
Motore TDI di una VW Passat del 1996, ultima versione della prima generazione con sistema a pompa rotativa, con cilindrata da 1,9 litri e 110 CV di potenza

La pompa di iniezione è mossa dalla cinghia di distribuzione e porta gasolio agli iniettori che "spruzzano" il carburante direttamente nel cielo del pistone, eliminando la vecchia precamera. La potenza così facendo aumenta e i consumi diminuiscono in virtù del miglioramento della combustione del gasolio che, spruzzato a pressioni molto più alte rispetto ai vecchi diesel a precamera, viene nebulizzato più finemente, bruciando più velocemente ed ottenendo un rapporto massa/superficie migliore.
Le versioni di media cilindrata sono state le 1.9 TDI da 90 e 110 CV e la 2.5 TDI da 116, 140, 150, 155, 163 e 180 CV. 
I motori sono stati montati praticamente su quasi tutte le auto Volkswagen, Audi, SEAT e Skoda. Il 2.5 TDI a 5 cilindri da 140 CV è stato venduto anche alla Volvo per essere montato sulla 850 e sulla V70 negli anni novanta.

## Propulsori a pompa-iniettore
La differenza principale tra il propulsore con sistema pompa-iniettore e quello a pompa rotativa è che, in questo caso, ogni iniettore ha la sua pompa che provvede a mandare in pressione il gasolio. Necessita di una testata particolare ed è un po' più ingombrante in quanto la pompa è mossa dalle camme dell'albero a camme.

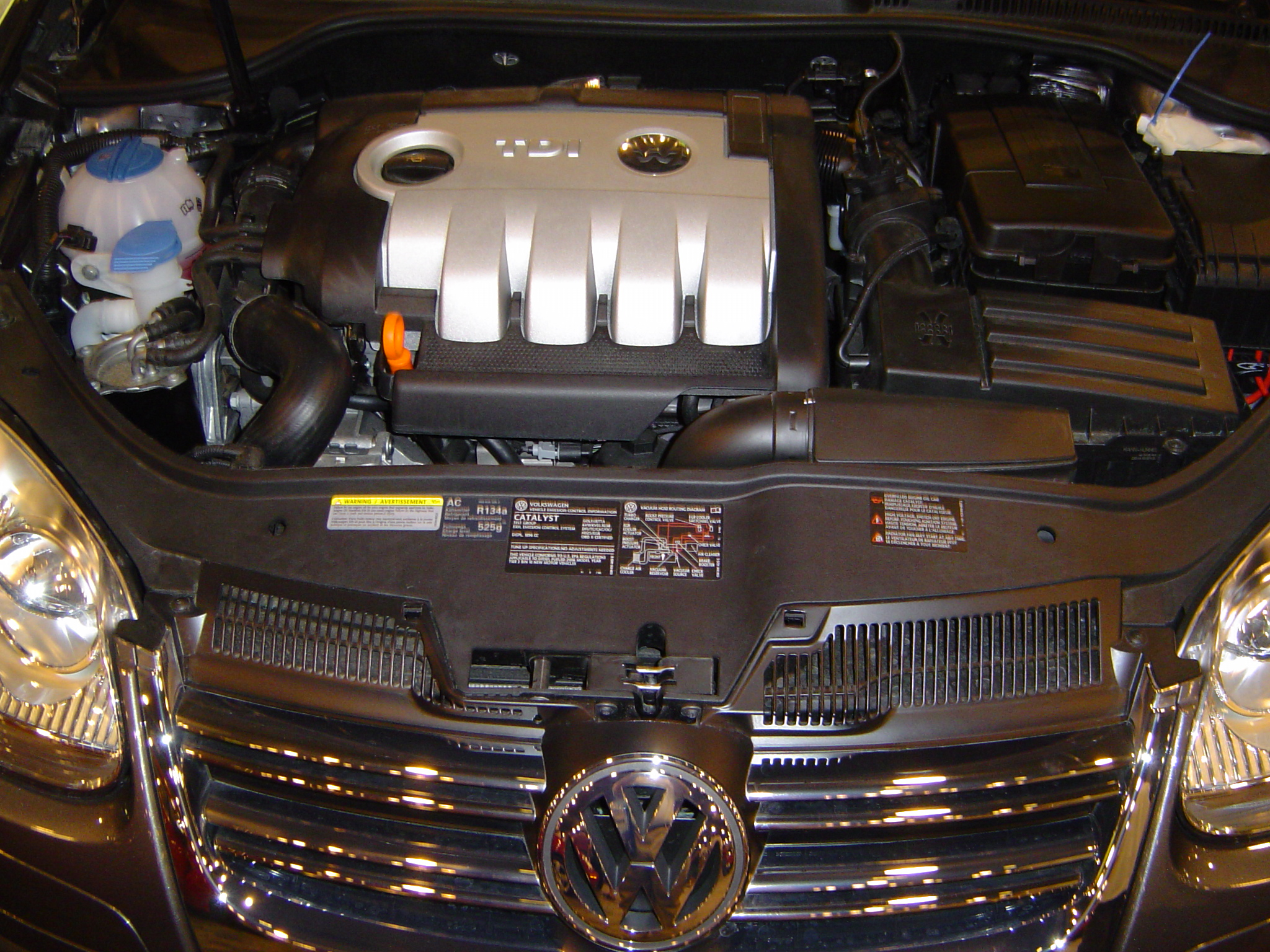
Motore TDI 2,0 da 140 CV montato su una Volkswagen Jetta del 2005

Le versioni prodotte sono state numerose: 
1.2 TDI 3 cilindri da 61 CV, detentore del record di consumi (installato sulle versioni 3L di Volkswagen Lupo e Audi A2); 
1.4 TDI 3 cilindri nelle versioni da 69 CV (Euro 4), 75 CV (Euro 3), 80 CV (Euro 4 con DPF) e 90 CV (Euro 4); 
1.9 TDI 4 cilindri nelle versioni da 101 CV (Euro 3), 105 CV (Euro 4 con o senza DPF), 115 CV (Euro 3), 116 CV (Euro 4, montato sulle Audi A4 B7), 130 CV (Euro 3 ed Euro 4), 150 CV (Euro 3 e montato sulle Golf IV GTI con grande successo di vendite) e 160 CV (installato sulla SEAT Ibiza Cupra TDI); 
2.0 TDI (4 cilindri) da 136 CV (8v Euro 4), 140 CV (8 o 16v Euro 4 con o senza DPF) e 170 CV (16v Euro 4 con DPF e iniettori piezoelettrici); 
2.5 TDI da 174 CV;
5.0 V10 TDI da 313 CV o da 350 CV montati sulle Phaeton e Touareg. 
Il gruppo VW era tuttavia l'unico a sviluppare questo tipo di motori, mentre gli altri costruttori, a partire dalla fine degli anni '90, utilizzavano il sistema common rail, inventato dal Centro Ricerche Fiat nel 1997. La soluzione a iniettore-pompa era inizialmente avvantaggiata da una maggiore pressione di alimentazione (circa 2000 bar, mentre la prima generazione di common rail arrivava ad una pressione di 1350 bar), la quale permetteva di raggiungere potenze specifiche superiori, a scapito però di un'erogazione meno regolare e più ruvida: a differenza del sistema pompa-iniettore, che di fatto garantisce la pressione di alimentazione nominale solo ai regimi più alti, il common rail riesce a raggiungere la pressione di targa già a regimi medio-bassi. 
Il sistema pompa-iniettore ha palesato tutti i propri limiti quando sono stati realizzati impianti common rail che, oltre a garantire pressioni di alimentazione pressoché equivalenti, hanno permesso di implementare le iniezioni multiple di combustibile, necessarie a rientrare nelle severe normative Euro 5. Le iniezioni multiple non sono invece implementabili nel sistema iniettore pompa, se non con eccessive difficoltà e complicazioni tecniche; il gruppo Volkswagen ha quindi abbandonato questo sistema di alimentazione per passare totalmente al common rail.

## Propulsori Common Rail

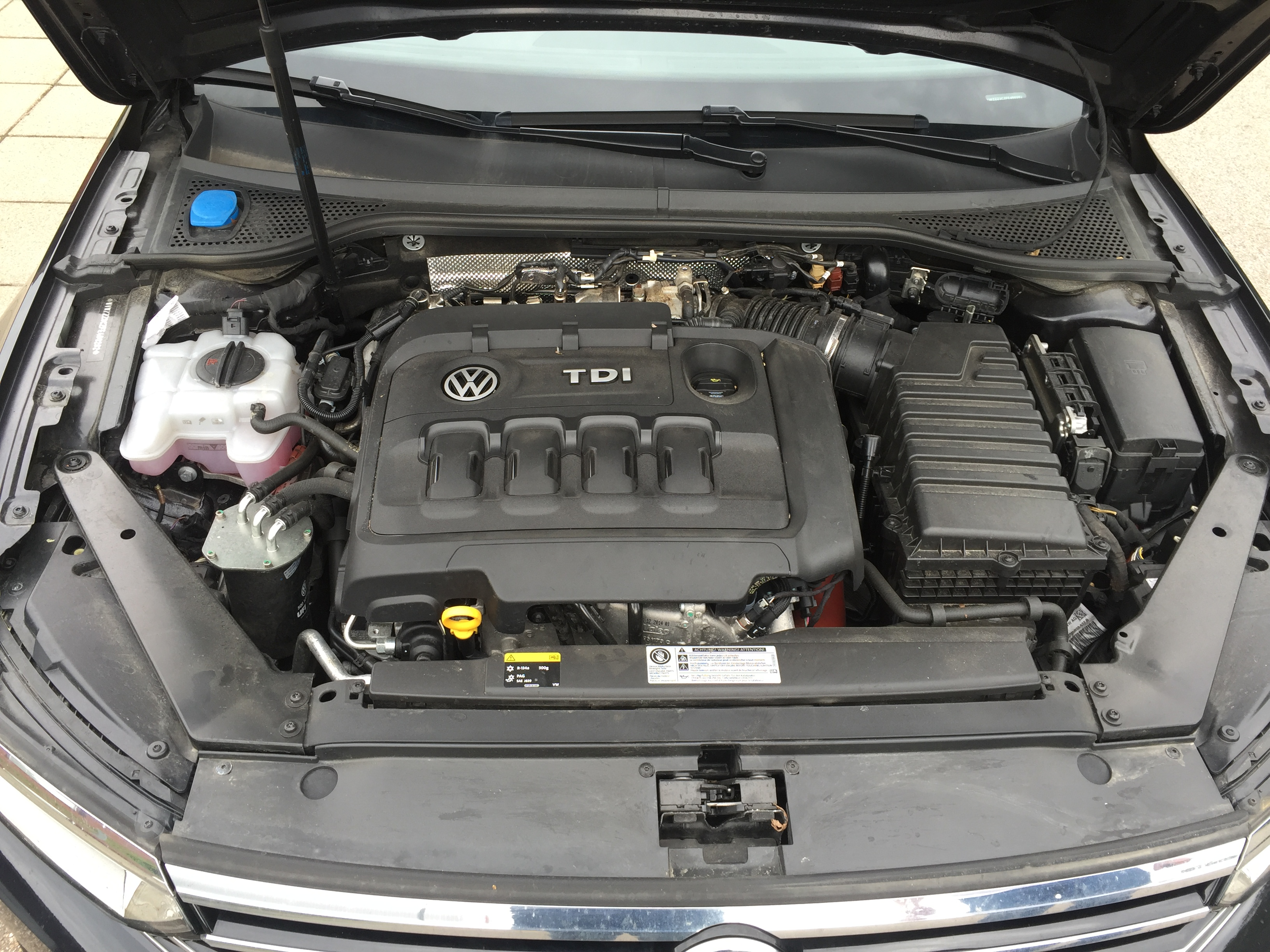
Motore Volkswagen 2.0 BiTDI montato su una Volkswagen Passat Variant B8 del 2015

Si tratta di un sistema molto semplice come costruzione, che consiste in una pompa ad alta pressione che invia il gasolio in un tubo (chiamato Rail) da cui partono gli iniettori che portano gasolio nei cilindri. Il sistema è molto più silenzioso rispetto agli altri e garantisce ottimi risultati in termini di potenza e consumi. Il primo costruttore a lanciare un motore con tale tecnologia sul mercato fu l'Alfa Romeo nel 1997 con l'Alfa Romeo 156 1.9 JTD, seguita poi dalla Mercedes con la C220 CDI.

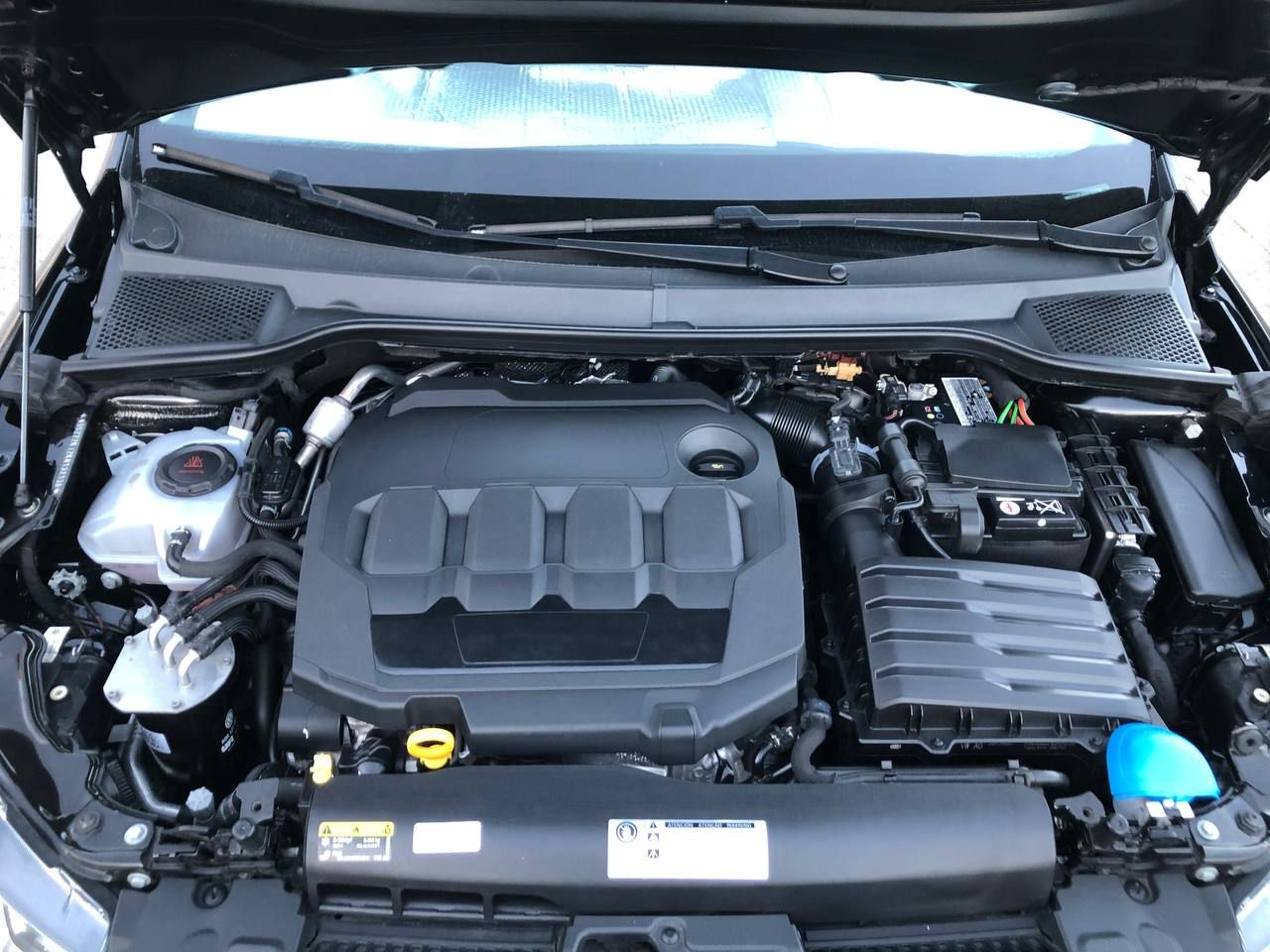
Esempio di propulsore 1.6 TDI da 80CV montato su una SEAT Ibiza KJ a partire dal 2017. Codice motore: DGTC

La casa di Wolfsburg è passata al common rail gradualmente e ha iniziato con il 3.0 TDI, un V6 che ha debuttato per la prima volta sull'Audi A6 nel 2004 e sviluppava una potenza di 224 CV (poi diventati nel tempo, con varie evoluzioni, 233 e attualmente 245). Insieme è stato commercializzato anche il 2.7 TDI (un 3.0 TDI con la corsa accorciata) da 179 CV, poi portato a erogare 190 CV). Il debutto vero e proprio del common rail sulle auto del gruppo VW è però avvenuto nel giugno dell'anno 2000 sull'A8, con il 3.3 TDI V8 da 224 CV Euro 3, questa costruita fino a settembre 2002 e, successivamente, sulla carrozzeria modificata, il 4.0 TDI V8 da 275 CV ancora Euro 3, continuando con il 4.2 TDI V8 Euro 4 con 326 CV e i 2.0 TDI da 110, 120, 140, 170, 184, 190, 204 e 240 CV (quest'ultima BiTDI, ovvero biturbo, montato sulla Volkswagen Passat e Arteon) montati su tutte le nuove auto del gruppo. Molti di questi motori sono rimasti invariati con l'entrata della normativa Euro 5, ricevendo un semplice aggiornamento di adattamento alle norme imposte dagli standard Euro 5. 
Il top della gamma è però il 6.0 V12 TDI con 500 CV e 1000 Nm di coppia. Nato successivamente all'utilizzo del propulsore che ha vinto la 24 Ore di Le Mans con l'Audi nel 2006, 2007 e 2008. Fanno parte della famiglia anche il 1.6 da 90, 105, 110 e 116 CV.
Di recente, il 1.6 è stato aggiornato in tre varianti, rispettivamente 80, 95 e 115 CV, tutti dotati di turbina a geometria variabile o VGT. Tutti e tre i propulsori montano la medesima meccanica, ciò che varia è la mappatura elettronica di gestione del motore, per risparmiare sui costi di produzione.